# Блокдейк
Блокдейк (нід. Blokdijk) — селище в нідерландській провінції Північна Голландія. Входить до муніципалітету Дрехтерланд.
Його площа становить 1,38 км², а населення станом на 2021 рік складало 25 осіб.
Перша згадка про населений пункт датується 1402 роком.

## Галерея

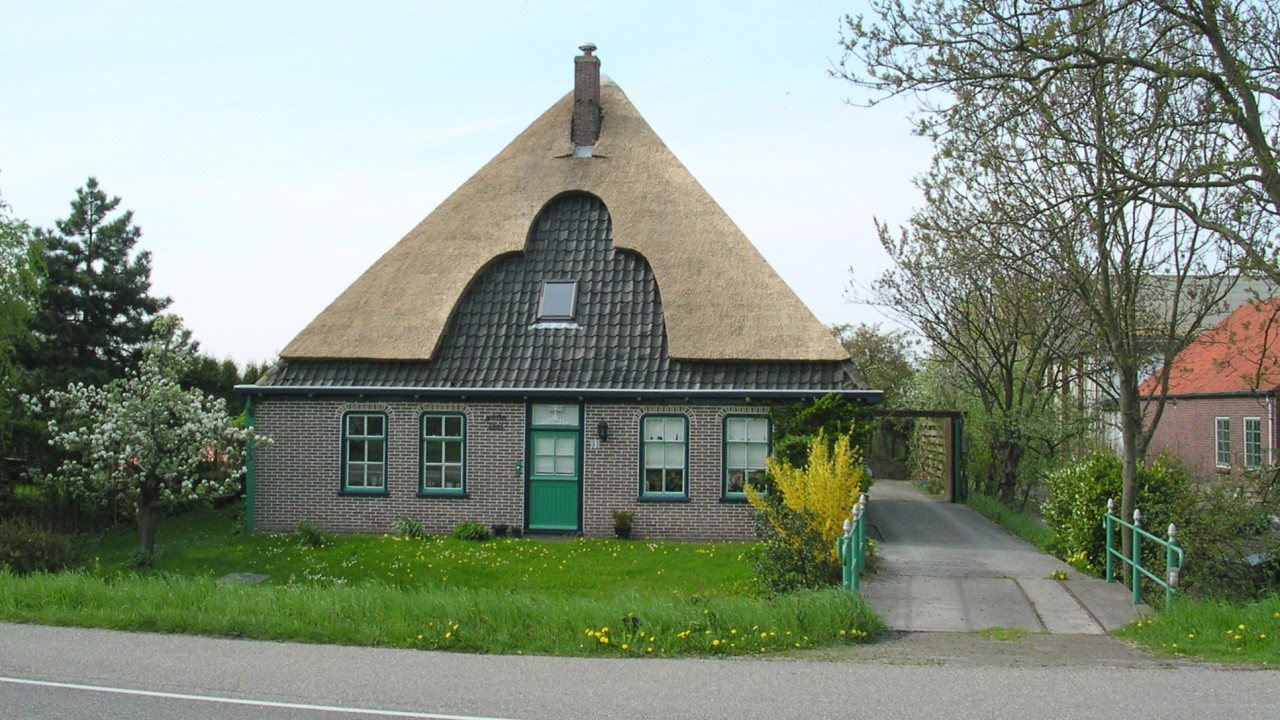
Фермерський будинок